# Bazar Vest
 Der er for få eller ingen kildehenvisninger i denne artikel, hvilket er et problem. Du kan hjælpe ved at angive troværdige kilder til de påstande, som fremføres i artiklen.

Bazar Vest der åbnede i 1996,  er nordens største basar, med 110 butikker på 18.000 m², beliggende på Edwin Rahrs Vej i Brabrand, en bydel i Aarhus.
Bazar Vest  blev i 2009 udvidet med 11.000 m², og omfatter nu 110 butikker, værksteder, cafeer/klubber og en scene til optrædende kunstnere og indendørs sport. Bazar Vest ligger i udkanten af Gellerupparken og er et tiltag fra byggeselskab Olav de Linde for at styrke erhvervsudviklingen, specielt blandt de mange udlændinge. Den muslimske friskole, Lykkeskolen, er nabo.
56°9′47″N 10°8′0″Ø / 56.16306°N 10.13333°Ø